# 大同大學 (台灣)
大同大學（英語：Tatung University），是位於臺灣臺北市中山區的私立大學，前身為大同工業專科學校、大同工學院。設有工程學院、經營學院、設計學院、國際學院。大同大學與臺北市私立大同高級中學是由大同公司的前身「協志商號」負責人林尚志先生所創立，兩校共享教學實習資源並共用校園內圖書館、實習工廠等設施，兩者皆為財務獨立、公益性質的私立學校而非大同公司的附屬機構。

## 學校簡介
創辦人為協志商號（今大同公司前身）負責人林尚志。於1942年結束個人事業，將百分之八十的財產贈與協志工業振興會，1956年創辦大同工業專科學校，首任校長為林挺生。1963年改制為大同工學院，1999年改名為大同大學。於2016年五月成為優久大學聯盟成員。

### 吉祥物
- 大同寶寶：1999年「大同工學院」改名為「大同大學」，綠色大同寶寶成為大同大學代表物。寶寶胸前背號從1999年起編號「1」。
- 黑冠麻鷺：通常在低海拔、陰濕、沒有干擾的林地活動，以蚯蚓昆蟲等無脊椎動物為主。因大同大學自然生態環境之故，些許的黑冠麻鷺棲息於林挺生校長公館。[5]

## 校園歷史
1942年秋，大同初級工業職業學校開辦。

### 專科學校時期
| 年代 | 事件                                                             |
| ---- | ---------------------------------------------------------------- |
| 1956 | 大同工業職業學校改制為二年制大同工業專科學校落成啟用。           |
| 1962 | 補校增設。                                                       |
| 1963 | 改制為大同工學院，設有電機工程學系、機械工程學系和工商管理學系。 |

### 工學院時期
| 年代 | 事件 |
| ---- | --- |
| 1970 | 增設化學工程學系。 |
| 1973 | 增設工業設計學系。 |
| 1974 | 工商管理學系改名事業經營學系。 |
| 1976 | 增設事業經營研究所。 |
| 1980 | 增設機械工程研究所 |
| 1982 | 增設資訊工程學系、化學工程研究所。 |
| 1983 | 增設材料工程學系。 |
| 1984 | 增設應用數學學系、機械工程研究所增設博士班。 |
| 1985 | 增設材料工程研究所。 |
| 1986 | 增設生物工程學系。化學工程研究所增設博士班。 |
| 1991 | 增設機械工程研究所工業設計組。 |
| 1993 | 材料工程研究所增設博士班。 |
| 1995 | 機械工程研究所工業設計組獨立為工業設計研究所。 |
| 1997 | 增設生物工程研究所。 |
| 1998 | 增設光電工程研究所。電機研究所通訊與訊號處理組獨立為通訊工程研究所。                                                                                               |
| 1999 | 改名大同大學。 增設應用數學研究所碩士班。 事業經營研究所增設碩士在職專班。 事業經營學系、資訊經營學系與工業設計學系組成經營設計學院。 成立電機資訊學院、工程學院。 |

### 大學時期
| 年代 | 事件 |
| ---- | --- |
| 2000 | 生物工程研究所增設博士班、碩士在職專班。 |
| 2001 | 機械工程研究所及化學工程研究所，皆增設碩士在職專班。 |
| 2003 | 成立財團法人大同大學。 |
| 2005 | 工業設計學系分設產品設計組、媒體設計組。增設設計科學研究所博士班。 |
| 2008 | 工業設計學系媒體設計組獨立為媒體設計學系。 增設應用外語學系。 應用外語學系與事業經營學系、資訊經營學系獨立為經營學院。 媒體設計學系、工業設計學系與設計科學研究所獨立為設計學院。 |
| 2010 | 應用數學研究所碩士班停招。媒體設計學系增設互動媒體設計組、數位遊戲設計組之分組。                                                                                                  |
| 2011 | 應用數學學系停招。 |
| 2019 | 化學工程學系與生物工程學系合併，更名為化學工程與生物科技學系暨研究所。 |
| 2021 | 機械工程學系與材料工程學系合併，更名為機械與材料工程學系暨研究所。 國際學院成立，應用外語學系轉隸屬國際學院。                                                                     |
| 2024 | 財團法人大同大學與台北市私立大同高級中學法人合併，合併後法人更名為「協志學校財團法人」。                                                                                          |

## 歷任校長
| 姓名   | 任期                      |
| ------ | ------------------------- |
| 林挺生 | 1956年~2006年             |
| 黃正清 | 2006年，代理              |
| 吳建國 | 2006年~2009年             |
| 朱文成 | 2009年~2013年4月          |
| 何明果 | 2013年5月~2014年1月，代理 |
| 何明果 | 2014年2月~至今            |

## 學校排名
2020年QS亞洲大學排名，大同大學排名在501-550名區間。QS世界大學排名，在2500名左右。

## 對外交流

### 優久大學聯盟
前身為東吳大學2012年發起的北區私立大學交流平台，爾後陸續加入大同、北醫大、中原、逢甲、靜宜等校，遂於2018年更名為「優久大學聯盟」。各校以其特色相互交流，共享教育資源、觀念、策略，達到校際合作和資源節約之效益，並期望成為華人圈的常春藤盟校。

### 姐妹校
亞洲、歐洲、美國皆有姊妹校以及雙聯學位合作：
姊妹校 （页面存档备份，存于）以及雙聯學位 （页面存档备份，存于）。

## 歷年日間部師生比及新生註冊率
- 110學年度日間部學生人數3840，專任老師人數140，日間部師生比27.43（學生數/老師數）。

- 111學年度新生註冊率72.93%。
- 112學年度新生註冊率89.42%。
- 113學年度新生註冊率92.13%。

## 外部連結
- 大同大學 （页面存档备份，存于）
- 大同大學的Facebook專頁
- 大同大學設計頻道 （页面存档备份，存于）
- 大同高中（页面存档备份，存于）

1. ↑  .   [2023-01-25]. （原始内容存档于2023-01-01）.
2. ↑  教育部新生(含境外生)註冊率-以「校」統計
 （页面存档备份，存于）